# Eumacrodes punctulata
Eumacrodes punctulata là một loài bướm đêm trong họ Geometridae.